# 90ste Oscaruitreiking
De 90ste Oscaruitreiking, waarbij prijzen werden uitgereikt aan de beste prestaties in films uit 2017, vond plaats op 4 maart 2018 in het Dolby Theatre in Hollywood. De uitreiking vond deze maal niet zoals gewoonlijk eind februari plaats om conflicten met de Olympische Winterspelen 2018 te vermijden. De show werd uitgezonden op ABC en werd geproduceerd door Michael De Luca en Jennifer Todd. De gastheer was Jimmy Kimmel, die de show voor de tweede maal op rij presenteerde. Op 23 januari werden de nominaties bekendgemaakt door Tiffany Haddish en Andy Serkis in het Samuel Goldwyn Theater te Beverly Hills.
The Shape of Water behaalde dertien nominaties gevolgd door Dunkirk en Three Billboards Outside Ebbing, Missouri met respectievelijk acht en zeven nominaties.

## Winnaars en genomineerden
De winnaars staan bovenaan in vet lettertype.

#### Beste film
- The Shape of Water
  - Call Me by Your Name
  - Darkest Hour
  - Dunkirk
  - Get Out
  - Lady Bird
  - Phantom Thread
  - The Post
  - Three Billboards Outside Ebbing, Missouri

#### Beste regisseur
- Guillermo del Toro - The Shape of Water
  - Paul Thomas Anderson - Phantom Thread
  - Greta Gerwig - Lady Bird
  - Christopher Nolan - Dunkirk
  - Jordan Peele - Get Out

#### Beste mannelijke hoofdrol
- Gary Oldman - Darkest Hour
  - Timothée Chalamet - Call Me by Your Name
  - Daniel Day-Lewis - Phantom Thread
  - Daniel Kaluuya - Get Out
  - Denzel Washington - Roman J. Israel, Esq.

#### Beste vrouwelijke hoofdrol
- Frances McDormand - Three Billboards Outside Ebbing, Missouri
  - Sally Hawkins - The Shape of Water
  - Margot Robbie - I, Tonya
  - Saoirse Ronan - Lady Bird
  - Meryl Streep - The Post

#### Beste mannelijke bijrol
- Sam Rockwell - Three Billboards Outside Ebbing, Missouri
  - Willem Dafoe - The Florida Project
  - Woody Harrelson - Three Billboards Outside Ebbing, Missouri
  - Richard Jenkins - The Shape of Water
  - Christopher Plummer - All the Money in the World

#### Beste vrouwelijke bijrol
- Allison Janney - I, Tonya
  - Mary J. Blige - Mudbound
  - Lesley Manville - Phantom Thread
  - Laurie Metcalf - Lady Bird
  - Octavia Spencer - The Shape of Water

#### Beste originele scenario
- Get Out - Jordan Peele
  - The Big Sick - Emily V. Gordon en Kumail Nanjiani
  - Lady Bird - Greta Gerwig
  - The Shape of Water - Guillermo del Toro en Vanessa Taylor
  - Three Billboards Outside Ebbing, Missouri - Martin McDonagh

#### Beste bewerkte scenario
- Call Me by Your Name - James Ivory
  - The Disaster Artist - Scott Neustadter en Michael H. Weber
  - Logan - Scott Frank, James Mangold en Michael Green
  - Molly's Game - Aaron Sorkin
  - Mudbound - Virgil Williams en Dee Rees

#### Beste niet-Engelstalige film
- A Fantastic Woman - Chili
  - The Insult - Libanon
  - Loveless - Rusland
  - On Body and Soul - Hongarije
  - The Square - Zweden

#### Beste animatiefilm
- Coco - Lee Unkrich en Darla K. Anderson
  - The Boss Baby - Tom McGrath en Ramsey Naito
  - The Breadwinner - Nora Twomey en Anthony Leo
  - Ferdinand - Carlos Saldanha en Lori Forte
  - Loving Vincent - Dorota Kobiela, Hugh Welchman en Ivan Mactaggart

#### Beste documentaire
- Icarus - Bryan Fogel en Dan Cogan
  - Abacus: Small Enough to Jail - Steve James, Mark Mitten en Julie Goldman
  - Faces Places - Agnès Varda, JR en Rosalie Varda
  - Last Men in Aleppo - Feras Fayyad, Kareem Abeed en Søren Steen Jespersen
  - Strong Island - Yance Ford en Joslyn Barnes

#### Beste camerawerk
- Blade Runner 2049 - Roger A. Deakins
  - Darkest Hour - Bruno Delbonnel
  - Dunkirk - Hoyte van Hoytema
  - Mudbound - Rachel Morrison
  - The Shape of Water - Dan Laustsen

#### Beste montage
- Dunkirk - Lee Smith
  - Baby Driver - Paul Machliss en Jonathan Amos
  - I, Tonya - Tatiana S. Riegel
  - The Shape of Water - Sidney Wolinsky
  - Three Billboards Outside Ebbing, Missouri - Jon Gregory

#### Beste productieontwerp
- The Shape of Water - Paul Denham Austerberry, Shane Vieau en Jeffrey A. Melvin
  - Beauty and the Beast - Sarah Greenwood en Katie Spencer
  - Blade Runner 2049 - Dennis Gassner en Alessandra Querzola
  - Darkest Hour - Sarah Greenwood en Katie Spencer
  - Dunkirk - Nathan Crowley en Gary Fettis

#### Beste originele muziek
- The Shape of Water - Alexandre Desplat
  - Dunkirk - Hans Zimmer
  - Phantom Thread - Jonny Greenwood
  - Star Wars: The Last Jedi - John Williams
  - Three Billboards Outside Ebbing, Missouri - Carter Burwell

#### Beste originele nummer
- "Remember Me" uit Coco - Muziek en tekst: Kristen Anderson-Lopez en Robert Lopez
  - "Mighty River" uit Mudbound - Muziek en tekst: Mary J. Blige, Raphael Saadiq en Taura Stinson
  - "Mystery of Love" uit Call Me by Your Name - Muziek en tekst: Sufjan Stevens
  - "Stand up for Something" uit Marshall - Muziek: Diane Warren, tekst: Lonnie R. Lynn en Diane Warren
  - "This Is Me" uit The Greatest Showman - Muziek en tekst: Benj Pasek en Justin Paul

#### Beste geluidsmixing
- Dunkirk - Gregg Landaker, Gary A. Rizzo en Mark Weingarten
  - Baby Driver - Julian Slater, Tim Cavagin en Mary H. Ellis
  - Blade Runner 2049 - Ron Bartlett, Doug Hemphill en Mac Ruth
  - The Shape of Water - Christian Cooke, Brad Zoern en Glen Gauthier
  - Star Wars: The Last Jedi - David Parker, Michael Semanick, Ren Klyce en Stuart Wilson

#### Beste geluidsbewerking
- Dunkirk - Richard King en Alex Gibson
  - Baby Driver - Julian Slater
  - Blade Runner 2049  - Mark Mangini en Theo Green
  - The Shape of Water - Nathan Robitaille en Nelson Ferreira
  - Star Wars: The Last Jedi - Matthew Wood en Ren Klyce

#### Beste visuele effecten
- Blade Runner 2049 - John Nelson, Gerd Nefzer, Paul Lambert en Richard R. Hoover
  - Guardians of the Galaxy Vol. 2 - Christopher Townsend, Guy Williams, Jonathan Fawkner en Dan Sudick
  - Kong: Skull Island - Stephen Rosenbaum, Jeff White, Scott Benza en Mike Meinardus
  - Star Wars: The Last Jedi - Ben Morris, Mike Mulholland, Neal Scanlan en Chris Corbould
  - War for the Planet of the Apes - Joe Letteri, Daniel Barrett, Dan Lemmon en Joel Whist

#### Beste kostuumontwerp
- Phantom Thread - Mark Bridges
  - Beauty and the Beast - Jacqueline Durran
  - Darkest Hour - Jacqueline Durran
  - The Shape of Water - Luis Sequeira
  - Victoria & Abdul - Consolata Boyle

#### Beste grime en haarstijl
- Darkest Hour - Kazuhiro Tsuji, David Malinowski en Lucy Sibbick
  - Victoria & Abdul - Daniel Phillips en Lou Sheppard
  - Wonder - Arjen Tuiten

#### Beste korte film
- The Silent Child - Chris Overton en Rachel Shenton
  - DeKalb Elementary - Reed Van Dyk
  - The Eleven O'Clock - Derin Seale en Josh Lawson
  - My Nephew Emmett - Kevin Wilson jr.
  - Watu Wote / All of Us - Katja Benrath en Tobias Rosen

#### Beste korte animatiefilm
- Dear Basketball - Glen Keane en Kobe Bryant
  - Garden Party - Victor Caire en Gabriel Grapperon
  - Lou - Dave Mullins en Dana Murray
  - Negative Space - Max Porter en Ru Kuwahata
  - Revolting Rhymes - Jakob Schuh en Jan Lachauer

#### Beste korte documentaire
- Heaven Is a Traffic Jam on the 405 - Frank Stiefel
  - Edith+Eddie - Laura Checkoway en Thomas Lee Wright
  - Heroin(e) - Elaine McMillion Sheldon en Kerrin Sheldon
  - Knife Skills - Thomas Lennon
  - Traffic Stop - Kate Davis en David Heilbroner

## Films met meerdere nominaties
De volgende films ontvingen meerdere nominaties:
| Nominaties | Film                                      | Awards |
| ---------- | ----------------------------------------- | ------ |
| 13         | The Shape of Water                        | 4      |
| 8          | Dunkirk                                   | 3      |
| 7          | Three Billboards Outside Ebbing, Missouri | 2      |
| 6          | Darkest Hour                              | 2      |
| 6          | Phantom Thread                            | 1      |
| 5          | Blade Runner 2049                         | 2      |
| 5          | Lady Bird                                 |        |
| 4          | Call Me by Your Name                      | 1      |
| 4          | Get Out                                   | 1      |
| 4          | Mudbound                                  |        |
| 4          | Star Wars: The Last Jedi                  |        |
| 3          | Baby Driver                               |        |
| 3          | I, Tonya                                  | 1      |
| 2          | Beauty and the Beast                      |        |
| 2          | Coco                                      | 2      |
| 2          | The Post                                  |        |
| 2          | Victoria & Abdul                          |        |